# AWZ P70
L'AWZ P70 "Zwickau" és un model d'automòbil produït pel fabricant d'automòbils germano-saxó Automobilwerke Zwickau (AWZ), part del conglomerat IFA, entre els anys 1955 i 1959.

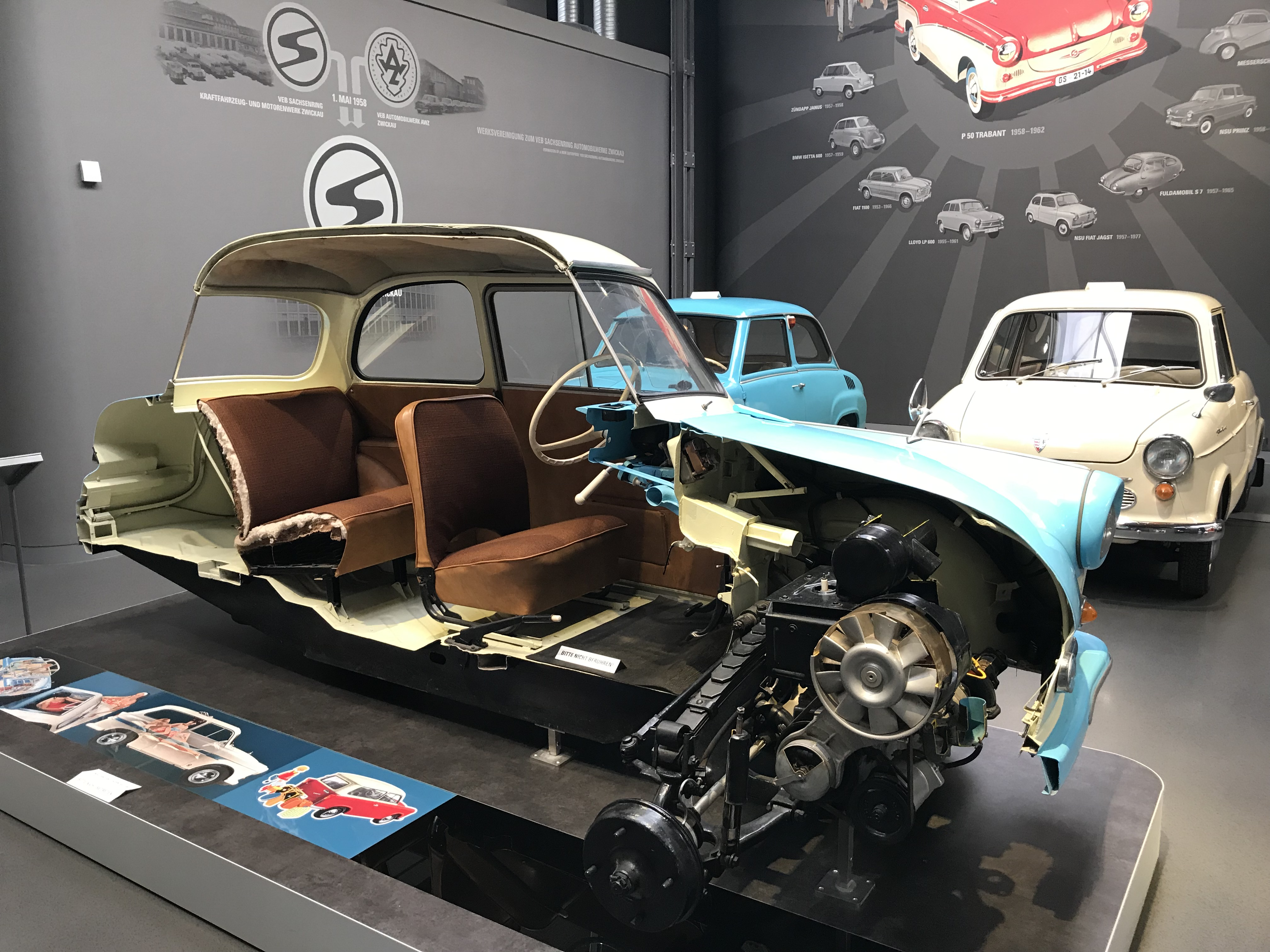
Secció transversal de la berlina

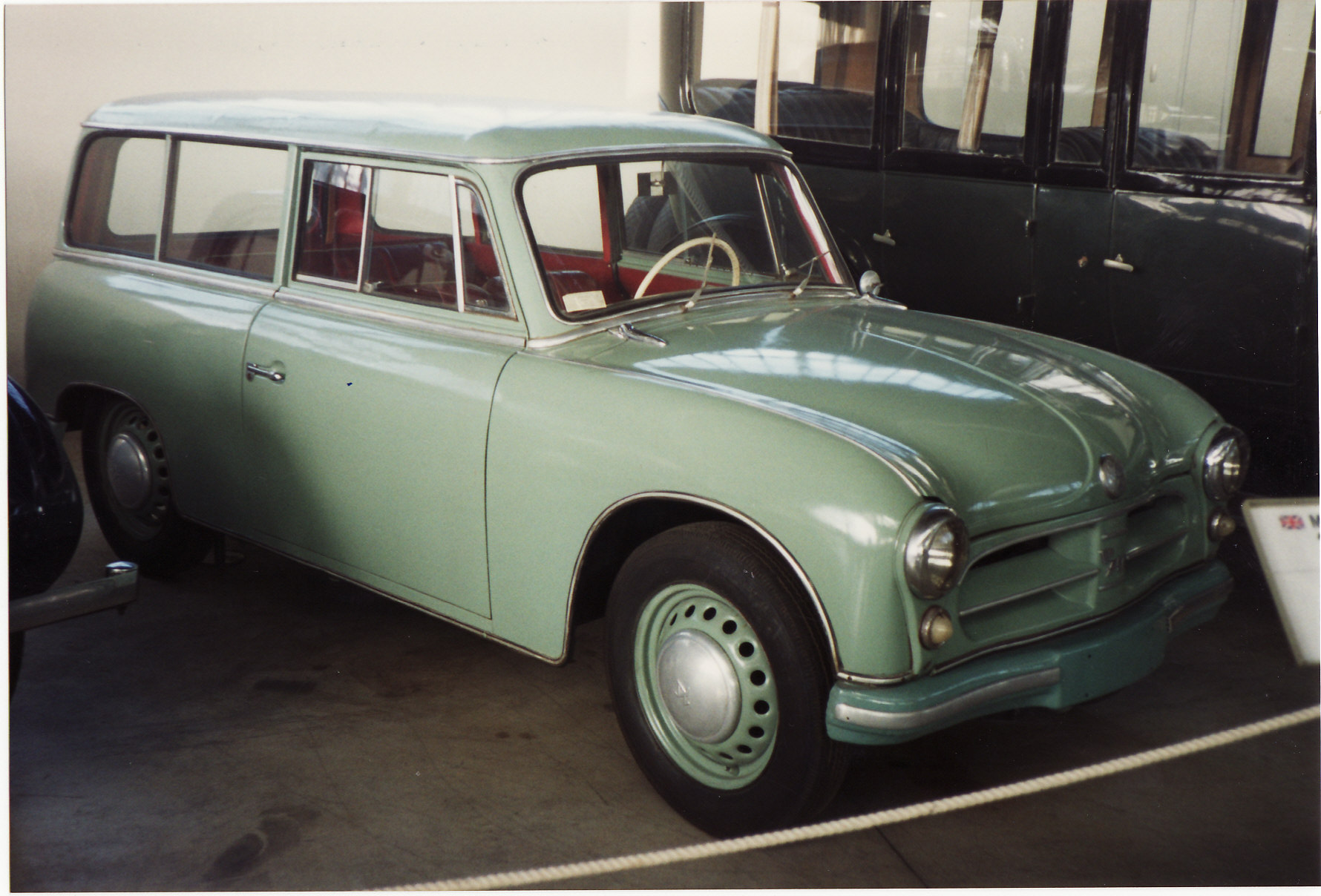
AWZ P70 "Zwickau" Kombi

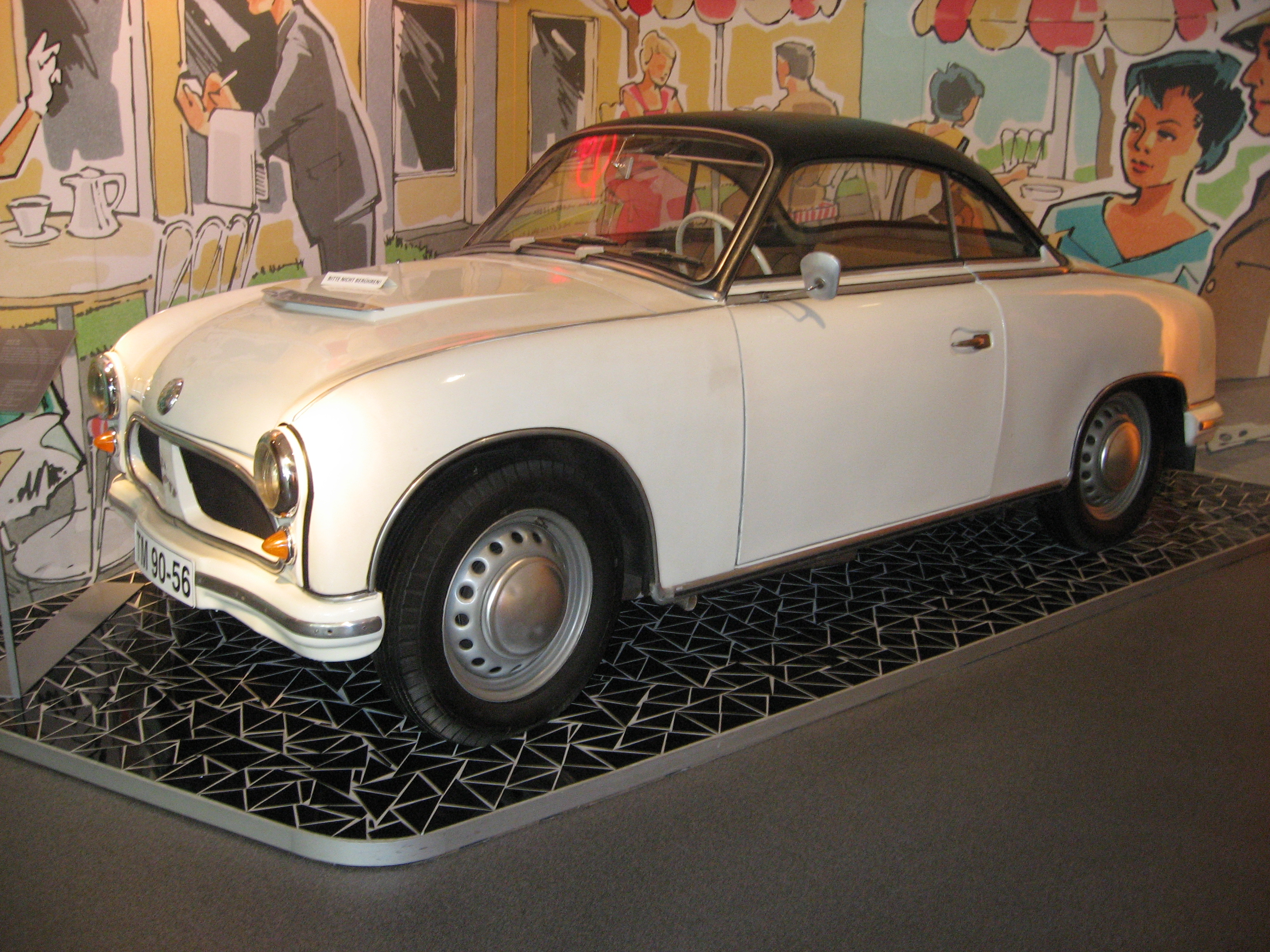
AWZ P70 "Zwickau" Coupé

El P70 succeïa l'IFA F8 (una redenominació del DKW F8 de 1939) amb la mateixa motorització bicilíndrica de dos temps i 684 centímetres cúbics (cc) però amb una nova i revolucionària carrosseria de Duroplast, que millorava el consum de combustible, la velocitat i l'aillament sonor, sobre xassís de fusta. El motor produïa 22 cavalls de potència (cv).
La versió amb carrosseria berlina (dues portes, tres volums; Limousine) fou presentada l'octubre de 1955 a la Fira de Leipzig i fou complementada per una carrosseria familiar (kombi) de dues portes el març de 1956 i per una versió coupé el 1957. Després del Chevrolet Corvette, l'AWZ P70 fou el segon automòbil del món produït en massa amb una carrosseria feta exclusivament en plàstic.
L'any 1958 la fàbrica AWZ fou fussionada amb l'antiga factoria de Horch per a formar l'empresa pública Sachsenring Automobilwerke Zwickau, cambiant de nom el model a Sachsenring P70.
Després d'haver sigut produïdes 36.786 unitats, aproximadament unes 4.000 d'elles en carrosseria Kombi i unes poques en coupé, la producció de l'AWZ P70 finalitzà el juny de 1959, sent succeït pel Trabant P50. Així, el P70 fou un model de transició entre la ja antiga però provada mecànica de pre-guerra de l'IFA F8 i el nou model que el substituí, el Trabant P50, desenvolupat de zero.